# George Ouzounian

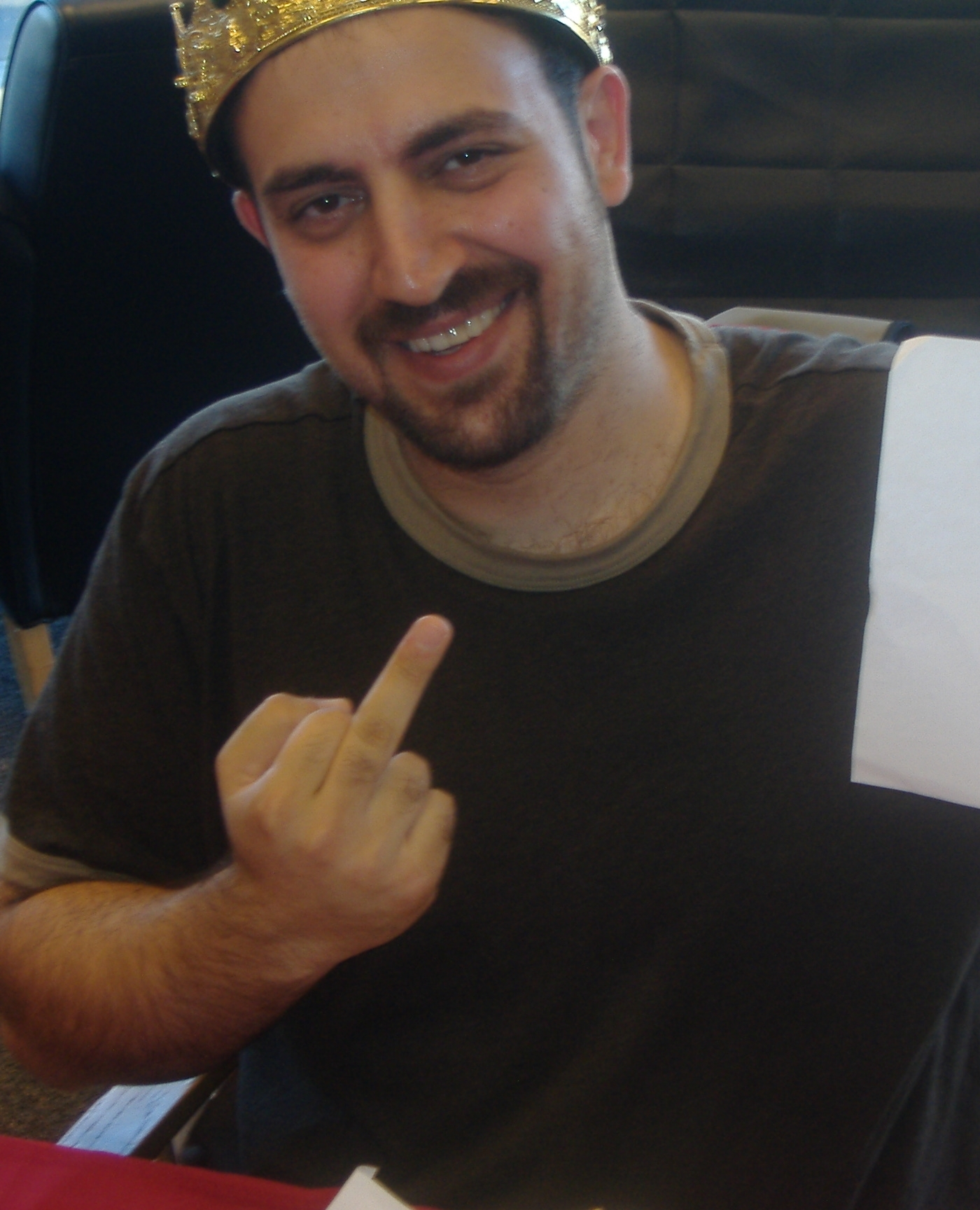
George Ouzounian (2006)

George Ouzounian, mais conhecido pela alcunha Maddox, é um humorista americano que reside em Woods Cross, estado do Utah. O descendente de arménios é o criador de um popular site de humor a que chamou The Best Page in the Universe. Maddox é licenciado em Matemática pela Universidade do Utah. A sua alcunha "Maddox" vem do nome de um anime dos anos 80 chamado Madox 01.

## Carreira e Projectos
Em 1997, Maddox criou um site satírico a que chamou de "A Melhor Página[web] Do Universo". A página tornou-se imensamente popular devido aos comentários humorísticos sui generis. Maddox orgulha-se mesmo da sua página ter mais 'hits' (visitas) do que páginas de populares empresas como a Pepsi. Mais tarde criou a Melhor Loja No Universo onde começou a vender t-shirts e merchandising relativo aos seus artigos mais populares usando algumas citações famosas entre os fãs como "Littering kicks ass" (Fazer lixo é do melhor) and "Civil disobedience is still disobedience." (Desobediência civil não deixa de ser desobediência). O sucesso da loja permitiu-lhe largar o emprego de programador de telemarketing que desempenhou ate 2004.
Na sua página, Maddox encarrega-se de destruir tudo o que lhe irrita, incluindo a banda irlandesa U2, actores como Tom Cruise e Christopher Reeve, actrizes como Julia Roberts e Cameron Diaz, feministas, activistas pelos direitos dos animais, conspiradores do 11 de Setembro, idosos, crianças, spammers, etc. Os seus artigos incluem tops do melhor e pior de uma certa categoria. Devido à natureza polémica do seu site, Maddox recebe muito hatemail, escolhendo as melhores mensagens para responder directamente no seu site. Também não poupa os fãs que lhe escrevem sugerindo temas para artigos, sendo categoricamente ignorados. Maddox mostra também uma aversão profunda às campanhas publicitárias de grandes marcas como a McDonald's e a publicidade transmitida num cinema antes da exibição de um filme.
Os primeiros artigos eram curtos e frequentes, mas hoje em dia Maddox publica pouco e artigos mais extensos, muitas vezes acompanhados de desenhos do próprio Maddox ou gráficos para provar a sua superioridade em determinado tópico. Todos os artigos acabam com um número inventado por Maddox a propósito do artigo em que aproveita para diminuir ainda mais os alvos da sua ira.

### Banda Desenhada
No dia 6 de Julho de 2006, Maddox anunciou na sua página ter completado a "Melhor Banda Desenhada No Universo" e que a iria lançar na convenção internacional de San Diego (de 20 a 23 de Julho), o maior evento no Mundo relacionado com bandas desenhadas e jogos de vídeo. Anteriormente, no artigo em que anunciava ter começado a fazer uma banda desenhada sua em colaboração com um artista gráfico, Maddox provou a qualidade da futura banda desenhada dizendo que mesmo a mãe que chorou ao ler pela primeira vez o seu site, estaria interessada já no segundo número.

### The Alphabet of Manliness/O Alfabeto Da Masculinidade
Em 2005, Maddox anunciou estar a escrever um livro e abriu uma newsletter para informar os fãs das novidades. Em Julho do mesmo ano, organizou uma competição em que convidava artistas a submeter o seu trabalho para o futuro livro, ao qual Maddox chamou de "Alfabeto da Masculinidade". O livro foi publicado em Junho de 2006 pela Kensington Books. O livro consiste em capítulos dedicados acada letra do alfabeto, à qual Maddox associa uma ideia masculina de virilidade. A letra "A" é de "Ass-kicking" (sem tradução). A editora organizou para Maddox sessões de autógrafos nas quais fez questão de usar uma coroa e uma capa real, promovendo o desejo de querer assinar seios femininos. No dia 28 de Junho de 2006, Maddox disse em Chicago ter sido convidado para tornar o seu livro num filme, acrescentando não fazer ideia de como isso seria possível.